# Меоло
Меоло (итал. Meolo) је насеље у Италији у округу Венеција, региону Венето.
Према процени из 2011. у насељу је живело 3978 становника. Насеље се налази на надморској висини од 5 м.

## Становништво
Према резултатима пописа становништва 2011. у општини је живело 6.465 становника.
| 1951. | 1961. | 1971. | 1981. | 1991. | 2001. | 2011. |
| ----- | ----- | ----- | ----- | ----- | ----- | ----- |
| 5.508 | 4.607 | 4.760 | 5.121 | 5.241 | 6.054 | 6.465 |